# Mehmet Said
Muhammad Sa'id Pasha (17 de marzo de 1822 - 18 de enero de 1863) fue el valí de Egipto y Sudán desde 1854 hasta 1863. Oficialmente se hallaba bajo la lealtad al sultán otomano pero en la práctica era independiente. Fue el cuarto hijo de Mehmet Alí. 
Said era conocido por sus reformas que llevaron entre otras cosas al comienzo del Canal de Suez. Said era un francófono y fue educado en París. Mantuvo durante su gobierno una fuerte relación con las potencias europeas como Francia.
El puerto mediterráneo de Port Said lleva su nombre.

## Primeros años y ascenso al trono
Mehmet Said nació el 17 de marzo de 1822, hijo de Mehmet Alí, fundador de la dinastía homónima. En 1831, cuando solo contaba con nueve años, fue enviado a Estambul por su padre durante las negociaciones del tributo a la Sublime Puerta.  Entre 1835 y 1837, la cercanía de Ferdinand de Lesseps, cónsul francés, a su padre hizo que le confiara su educación. Desarrollaron una amistad personal y Mehmet estudió en París y aprendió francés.
A la muerte de su padre, el trono recayó en su hermano Ibrahim bajá y posteriormente en uno de sus sobrinos, Abbás. Abbás I de Egipto, que gobernó entre 1849 y 1854, intentó cambiar el orden sucesorio para apartarle del poder. Así, frente al firman que establecía como heredero al más viejo de la familia real Abbás intentó legar el título a su descendencia en la persona de su hijo Ilhami Pachá. A la muerte de Abbás el 13 de julio de 1854, se ocultaron los hechos por un tiempo, aunque Mehmet Said logró imponerse y ver reconocida su sucesión.

## Gobierno

### Reformas
Bajo el gobierno de Sa'id hubo varias reformas legislativas, sobre la propiedad de la tierra, las infraestructuras y el fisco. La modernización de la infraestructura de Egipto y Sudán se apoyó en los préstamos occidentales. En 1854, se concedieron terrenos para el Canal de Suez a un empresario francés: Ferdinand de Lesseps. Los británicos se opusieron a la construcción del canal francés y convencieron al Imperio Otomano para que negara su permiso por dos años. En 1859 las obras comenzaron en el extremo mediterráneo hoy llamado Port Said en su honor.
En 1854 se creó el Banco de Egipto, que se convertiría en el banco central del país. 
Junto al banco, creó una empresa de navegación y transporte fluvial. En el mismo año se abrió el primer ferrocarril de vía estándar de Egipto entre Kafr el-Zayyat (cerca de Rosetta, en el delta del Nilo) y Alejandría. En 1857 crearía también una empresa de navegación comercial. Para finales de su reinado se habían completado también las líneas de Banha a Zagazig (1860) y a Mit Bera  (1861), en la misma ribera del Nilo y de Tanta a Talkha (1863) en la opuesta.
Promulgó la primera ley egipcia de propiedad inmobiliaria y de la tierra en 1858, con la que abolía el monopolio estatal sobre la producción agrícola.
Como resultado de la guerra civil americana la producción de algodón americano cayó, lo que permitió a la economía egipcia vivir un auge. La exportación de algodón egipcio creció durante el gobierno de Sa'id para llegar a convertirse en la fuente principal de las fábricas europeas. 
Bajo el gobierno de Sa'id la influencia de los jeques beduinos se frenó y se redujeron los asaltos nómadas.

### Relaciones exteriores
Además del Canal de Suez, el otro tema central en sus relaciones exteriores fue la esclavitud. Sudán había sido conquistado por su padre en 1821 e incorporado en su reino egipcio, principalmente con el fin de apoderarse de esclavos para su ejército. Redadas de esclavos (la anual razzia) también se aventuraban más allá de Sudán en Kordofan y Etiopía. Frente a la presión europea para abolir las redadas de esclavos egipcios en el Sudán, Said publicó un decreto que prohibió las redadas. Sin embargo, los comerciantes independientes de esclavos ignoraron su decreto. Entregó el gobierno de la región al príncipe Halim y visitó Jartum en 1857, aunque no logró detener el tráfico de esclavos.
Envió un millar de soldados a la Guerra de Crimea en apoyo del Imperio Otomano. A instancias de Napoleón III en 1863, Said envió parte de un batallón sudanés para ayudar a sofocar una rebelión contra el Segundo Imperio Mexicano.
Fue bajo su reinado que el egiptólogo Auguste Mariette, que Lesseps presentó Said, creó el Museo de Boulaq. Con el tiempo este devendría en el Museo Egipcio de El Cairo. Regaló la cabeza verde de Boston al Príncipe Napoleón, primo de Napoleón III.

## Muerte y sucesión
El heredero de Said, Ahmed Rifaat, se ahogó en 1858 en Kafr el-Zayyat cuando el tren en el que viajaba cayó al agua mientras cruzaba el Nilo en un coche flotante. Para evitar que ello volviera a pasar, se encargó a Robert Stephenson que sustituyera dicho paso por un puente. 
La muerte de Ahmed colocó a su sobrino Ismail como heredero natural y en 1861 le nombró comandante en jefe del ejército. Por lo tanto, cuando Said murió el 17 de enero de 1863 en Alejandría fue sucedido por su sobrino Ismail Pachá pacíficamente.
Se casó dos veces. Primera esposa: angie Hanem Hijo de la primera esposa: Ahmed Sherif Basha segunda esposa: malek ber Hanem Sons de segunda esposa: Mohamed Toson Basha, Mahmoud Basha
Ahora hay un miembro de su linaje de la familia es el príncipe Mohammed Farouk Sharif es el nieto mayor de Ahmed Sherif Basha hijo de Mohamed Said Pasha y ahora está viviendo en Alejandría
| Predecesor: Abbas I | Valí de Egipto y Sudán 1854 - 1863 | Sucesor: Ismail Pachá |

## Honores y distinciones
- Orden de la Gloria del Imperio Otomano
- Clase especial de la Orden de los Osmanlíes del Imperio Otomano
- Clase especial de la Orden de la Nobleza del Imperio Otomano - 1853
- Gran Cruz de la Orden de San José del Gran Ducado de Toscana - 1856
- Gran Cruz de la Orden del León de los Países Bajos - 1856
- Gran Cruz de la Legión de Honor del Segundo Imperio Francés - 1863